# Wayne McCullough
Wayne Pocket Rocket McCullough ( (urodzony jako Wayne William McCullough 21 września 1970 w Belfaście) – irlandzki bokser kategorii koguciej. W 1992 na letnich igrzyskach olimpijskich w Barcelonie zdobył srebrny medal. W 1993 przeszedł na zawodowstwo. Podczas kariery zawodowej w latach 1993-2008 stoczył 34 walki z których 27 wygrał a 7 przegrał.